# Forte da Maré
O Forte da Maré localiza-se na freguesia de São Mateus da Calheta, concelho de Angra do Heroísmo, na costa sul da ilha Terceira, nos Açores.
Em posição dominante sobre este trecho do litoral, constituiu-se em uma fortificação destinada à defesa deste ancoradouro contra os ataques de piratas e corsários, outrora frequentes nesta região do oceano Atlântico.

## História
A sua construção remontará ao contexto da crise de sucessão de 1580, entre 1579 e 1581, por determinação do então corregedor dos Açores, Ciprião de Figueiredo e Vasconcelos conforme o plano de defesa da ilha elaborado pelo arquiteto militar italiano Tommaso Benedetto.
Atualmente apenas subsistem os vestígios das suas fundações.